# Burdeles de Roma
Burdeles de Roma, las mujeres dedicadas al llamado oficio más viejo de la humanidad eran multitud en la Antigua Roma, donde el sexo mercenario se practicaba habitualmente y sin sanción.

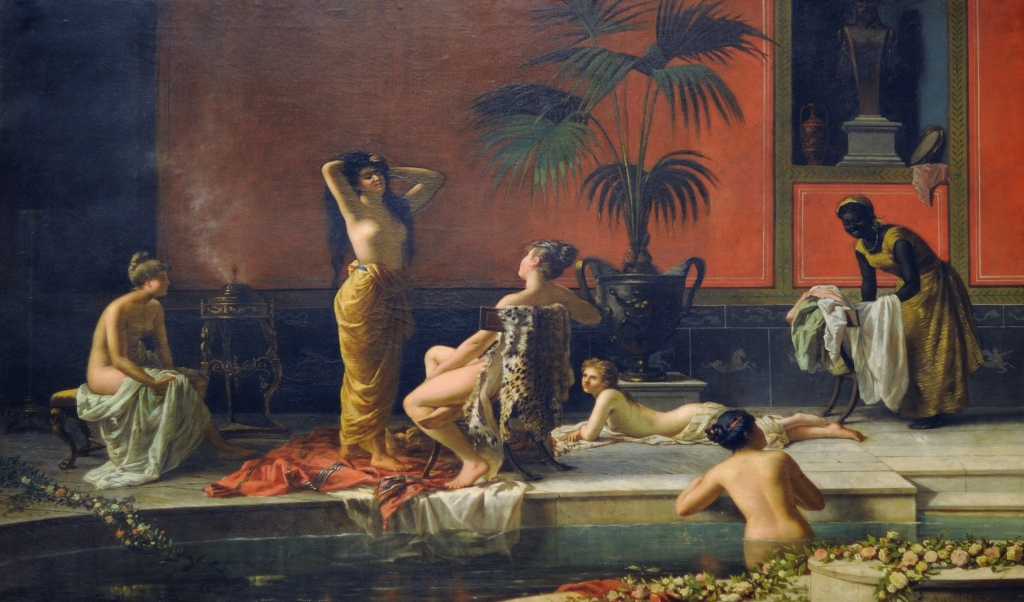
Baño Pompeyano.

## Inicios en Roma
En época Romana, las niñas y jóvenes podían asegurar su futuro a través del matrimonio o ser explotadas sexualmente en beneficio de otra persona. Este segundo tipo de vida se adoptaba a menudo de forma involuntaria y resultaba peligrosa y denigrante. Sin embargo, tanto las condiciones de la esclavitud como la pobreza exigían algo productivo de las mujeres jóvenes. Su capacidad de ofrecer servicios sexuales cuadraba con las necesidades de los hombres, en una cultura que guardaba celosamente la castidad de las mujeres casadas. Esta situación creaba la posibilidad de un negocio rentable que muchos dueños de esclavas, e incluso mujeres libres y sus propias familias, no podían pasar por alto.
No hay que idealizar la vida de las prostitutas. Por cada mujer que decidía llevar este tipo de vida, había muchas más que eran obligadas a ello. Los esclavos en particular eran seres indefensos y sufrían explotación sexual. Se veían afectados tanto adultos como niños, hombres y mujeres. Aunque los amos podían restringir la prostitución de un esclavo, estableciendo cláusulas en los contratos de venta, no hay motivos para pensar que lo hicieran con frecuencia. De hecho, no hay razón para creer que tuvieran en mente algo que no fuera obtener el máximo provecho a la hora de prostituir a los esclavos, algunos de los cuales se adquirían para ese fin.

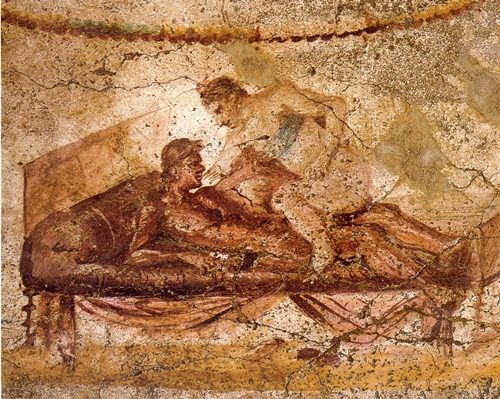
Lupanares en el Imperio romano.

## Abusos y presiones
Las mujeres libres que se prostituían seguramente se encontraban en situación desesperada, e incluso presionadas por sus familiares para que obtuvieran algunos ingresos. Sin duda era común que sufrieran abusos físicos a manos de los clientes; el exceso de actividades sexuales causaba daños físicos y psicológicos profundos. Era una vida dura.

## Legales, pero estigmatizadas
El Derecho romano definía a las meretrices como “personas que abiertamente obtienen dinero con su cuerpo”. Pero las leyes no castigaban a las prostitutas, que no podían ser procesadas por su profesión. Eran probrosae, es decir, que según las leyes reguladoras del matrimonio decretadas por Augusto, no podían casarse con ciudadanos romanos nacidos libres. También sufrían la carga de la infamia por edicto pretorio: no podían redactarun testamento ni recibir herencias. Sin embargo, es probable que a menudo se desobedecieran o ignoraran estas restricciones y, en cualquier caso, el estigma desaparecía cuando se casaban.

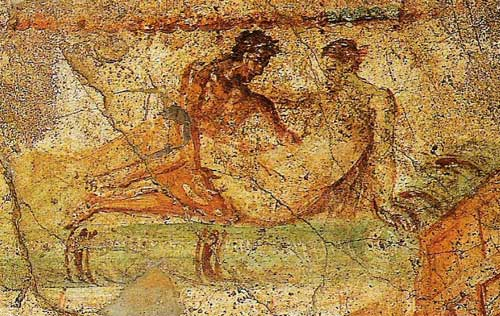
Lupanares de Roma.

Por tanto, el sistema legal romano dejaba en paz a las meretrices. Hasta donde se sabe, a las autoridades tampoco les importaban los aspectos morales; a fin de cuentas, tener relaciones con una prostituta no quebrantaba ninguna ley, ni siquiera las constricciones morales en lo que concernía a los hombres, ya que no constituía adulterio. Para las mujeres suponía cierta deshonra debido a su libertinaje sexual, pero, una vez más, no había prohibición o castigo de ningún tipo.
Es poco probable que las prostitutas tuvieran que inscribirse en registros oficiales; como a la élite no le importaba un ápice su “control”, no había motivos para molestarse en registrarlas. Sin embargo, las autoridades cayeron en la cuenta de que estos servicios podían ser gravados. Ya a mediados del siglo I d. C., las prostitutas pagaban una tasa. Este impuesto, como nos dice Suetonio, alcanzaba el montante de un servicio sexual, y no podía evadirse con el pretexto de haber abandonado la profesión.
A pesar de que no existen detalles sobre cómo podrían mantenerse las cuentas de un producto tan móvil como el sexo, los romanos lo consiguieron. Es posible que las prostitutas que trabajaban de forma independiente presentaran un reto para los agentes fiscales. Por otro lado, las que trabajaban en burdeles privados podían ser registradas y fiscalizadas, lo que resultaría aún más fácil de hacer en los burdeles municipales, aunque esto no impedía a los funcionarios imperiales practicar la extorsión para obtener más dinero.
Este impuesto, sin embargo, era la única intervención del Estado en la vida de las prostitutas, a menos que su trabajo se viera acompañado de escándalos. Los magistrados responsables del orden público local –los ediles de Roma, por ejemplo– vigilaban parcialmente sus actividades. Pero como el ejercicio de su profesión no era ilegal, sólo la alteración del orden público podría llevar a los funcionarios a tomar medidas. Tan poco interés despertaba el comercio de las prostitutas que nunca se intentó crear “zonas” de prostitución, o barrios chinos. Había burdeles repartidos sin orden por ciudades y pueblos. Como es natural, en algunas zonas habría más actividad que en otras –por ejemplo, en los alrededores del foro y de los templos, o en Roma, en la tristemente célebre sección de Subura–, pero en cualquier parte de la ciudad se podía encontrar una ramera. En cuanto a las consideraciones sanitarias, los círculos oficiales no se preocupaban en absoluto. La prostitución tampoco tenía muchas repercusiones prácticas, más allá del pago de impuestos y del estigma social que conllevaba la profesión.
Es posible que la práctica de la prostitución resultara atractiva a las mujeres de edades “cotizadas”, o en situaciones desesperadas. Los ingresos podían ser considerables, y a las candidatas las engatusaban con las promesas de vestidos y otros incentivos. Estas mujeres no tenían ninguna otra habilidad ni productos que pudieran reportarles tanto dinero, como sin duda no lo hacía el trabajo de costurera o de nodriza, las otras principales ocupaciones remuneradas de las mujeres. Por tanto, no había escasez de prostitutas.
Además, a muchas mujeres las obligaban a prostituirse, quizá familiares a punto de morir de hambre. Algunas escapaban de sus casas y se dedicaban a esta profesión. Otras crecían en régimen de esclavitud, y muchas eran esclavizadas para este fin. Un tema común de las novelas románticas de la época era el secuestro de una niña por bandidos o piratas y su posterior venta como esclava. Otro tema común de la literatura es la crianza de expósitos para dedicarlos a la prostitución; varias pruebas antiguas corroboran estas fuentes.
Había prostitutas literalmente por todas partes. Se ha estimado que una de cada cien personas de Pompeya–entre hombres, mujeres y niños– se dedicaba a la prostitución, cifra basada en el cálculo de cien prostitutas en una población de 10.000 personas. El porcentaje sería aún mayor entre las mujeres de entre 16 y 25 años. Algunos datos comparativos premodernos sugieren que entre el 10 y el 20% de las mujeres “elegibles” se prostituían al menos de forma intermitente. Con una media de alrededor de diez clientes al día, lo cual no es una cifra elevada, según datos comparativos, esto suponía que en Pompeya se realizaban unos mil servicios sexuales al día. A primera vista, estos valores podrían parecer muy altos, pero lo cierto es que la combinación de una fuerte demanda, riesgos sanitarios relativamente reducidos, y la falta de alternativas de ingresos, empujaba a muchas mujeres a la prostitución.

## Condiciones de trabajo
Los burdeles eran los locales más organizados para esta práctica, pero algunas prostitutas no ejercían en lupanares, sino en viviendas. Las tabernas y las casas de comida también eran lugares de trabajo de las prostitutas; una o dos habitaciones al fondo y en la segunda planta del establecimiento cumplían estas funciones. Existía la creencia de que los venteros eran personas honradas, mientras que las camareras no eran más que prostitutas que servían comidas y bebidas.
Sin embargo, un grafiti de Pompeya quizá demuestra que no siempre se mantenían las diferencias entre posaderas y camareras: “Forniqué con la dueña”, aparece escrito en una pared (CIL 4.8442 Futui coponam).

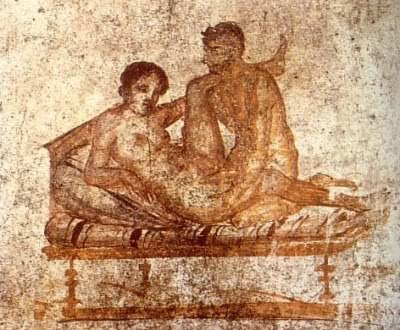
Lupanares del Imperio Romano.

Los baños públicos eran también lugares habituales de las prostitutas durante el imperio. La desnudez –sobre todo si los hombres y las mujeres se bañaban juntos, como podía suceder–, que se ofrecía como la bebida en las tabernas, era un aliciente que conducía a los clientes a compañeras sexuales disponibles. Los baños también ofrecían comida y otros servicios, como masajes. De la misma manera que una masajista podía pasar con facilidad a proporcionar servicios sexuales, los empleados de los baños combinaban su trabajo rutinario, como vigilar la ropa mientras los clientes se bañaban, con el de proporcionar sexo a los clientes que lo deseaban. De hecho, en las termas suburbanas de Pompeya, las más excavadas, hay pinturas explícitas que muestran a personas participando en actividades sexuales cada vez más audaces (o divertidas), así como compartimentos sobre los estantes donde se guardaba la ropa antes de entrar en los baños. También había habitaciones en las plantas superiores, e incluso una entrada aparte desde la calle para los clientes que venían a los baños sólo a mantener relaciones sexuales. Un grafiti en la pared exterior dice lo siguiente: “Quien quiera que se siente aquí, lea esto antes que nada: si quiere fornicar, busque a Attis; puede ser suya por un denario” (CIL 4.1751).

## Sitios para fornicar
Además de trabajar en estos lugares concretos, las prostitutas podían hacerlo en la calle. También lo hacían en sitios públicos que dispusieran de zonas escondidas donde podían mantener relaciones sexuales rápidas. Los mercados y las zonas de edificios públicos ofrecían muchos posibles clientes. De ser necesario, se recurría a las tumbas situadas a las afueras de la ciudad. Los arcos (fornices) –palabra romana de la que proviene el término fornicación– de los grandes edificios públicos, como teatros y anfiteatros, eran con frecuencia lugares de encuentros sexuales. Al igual que en las termas, las actividades en estos escenarios –las actuaciones a menudo lascivas en los teatros, y en las arenas la excitación y la sed de sangre de la lucha entre gladiadores– provocaban un apetito sexual que aprovechaban las prostitutas de la zona.
El teatro estaba relacionado con la prostitución tanto directa como indirectamente. Los alrededores estaban repletos de gente antes y después de las funciones, lo que proporcionaba oportunidades de trabajo a las prostitutas. Pero, más que eso, ciertas producciones teatrales eran tan provocadoras como los frescos de los burdeles. Se trataba de los mimos, un tipo de representación muy popular. En las paredes de la Taberna de la calle de Mercurio, en Pompeya, había pintada una serie de escenas sumamente eróticas de mimos. Está claro que estos despliegues teatrales inspiraban a los bebedores. No es de sorprender que los mimos no sólo estimularan la demanda de prostitutas, sino que, a modo de pluriempleo, las actrices se dedicaran también a la profesión.

## Festival lascivo
El Floralia de Roma era un lascivo festival primaveral. Difícilmente podía ser de otra manera, en vista de que el nombre provenía de una famosa prostituta de antaño. En los escenarios, las prostitutas interpretaban aventuras de mimos con personajes del pueblo –sastres, pescadores, tejedoras– en situaciones comprometidas, pues el adulterio era uno de los temas favoritos. Estos despliegues teatrales, como era normal con los mimos, contenían diálogos, cantos, bailes y gestos obscenos, y los movimientos sugerentes de comedias subidas de tono. El acto final a menudo suponía la desnudez total de los actores, que complacían a los espectadores cuando gritaban “quitaros toda la ropa”. Un autor cristiano describe, horrorizado, estos tejemanejes: “Esos juegos se celebran tras lanzar todas las restricciones morales al viento, que es lo más adecuado para honrar la memoria de una ramera. Además de la falta de control, del lenguaje soez y de la lluvia de todo tipo de obscenidades, las prostitutas incluso van quitándose la ropa al ritmo de las exigencias del público, y así interpretan los mimos. Permanecen desnudas en el escenario ante un público agradecido, hasta que incluso las miradas desvergonzadas quedan saciadas con sus gestos escandalosos” (Lactantio, Institutos Divinos 1.20.10).

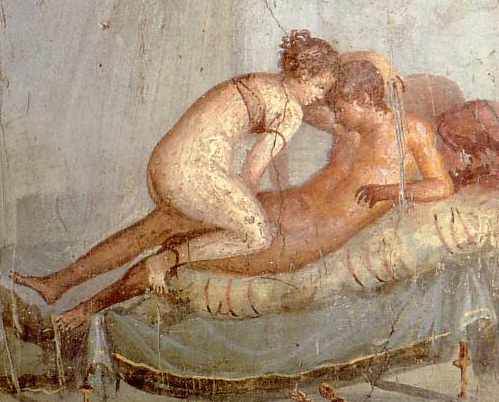
Prostitución romana.

Templos y teatros eran lugares frecuentados por las prostitutas. Hay una prueba de estas actividades: al sur de Roma, en la 80 piedra miliar de la Vía Latina, junto a un antiguo santuario de Venus, cuatro mujeres establecieron una casa de comidas: “Flacceia Lais, mujer libre de Aulus; Orbia Lais, mujer libre de Orbia; Cominia Filocaris, mujer libre de Marcus, y Venturia Tais, mujer libre de Quintus, construyeron una cocina en el santuario de Venus, en un local alquilado” (AE 1980.2016). Todas ellas esclavas liberadas, tenían nombres típicos de prostitutas. Tais y Lais son nombres de famosas hetairas de la clase alta de Grecia; eran nombres magníficos para meretrices romanas. Esta combinación de prostitutas con tabernas y casas de comidas en zonas cercanas a un templo hacen irresistible pensar que este restorán de carretera, junto a un templo de Venus, también servía sexo a los comensales.
Una de las principales razones por las que se empleaban los servicios de una prostituta es que el sexo que ofrecían era más emocionante, atrevido y variado del que cabía esperar de una esposa, o incluso de una amante discreta.
Un ejemplo de estas destrezas sexuales se describe en la novela de Aquiles Tacio Leucipe y Clitofonte. Clitofonte, tras aclarar que su experiencia “se ha limitado a las transacciones comerciales con mujeres de la calle –la describe gráficamente–, cuando las sensaciones llamadas de Afrodita se acercan al punto álgido, la mujer cae en un frenesí de placer; besa con la boca muy abierta y se revuelca como una loca. Las lenguas a todo esto se superponen y hacen caricias, su contacto es como el de un beso dentro de otro beso (...) Cuando la mujer alcanza el fin de los actos de Afrodita, jadea instintivamente con un placer ardiente, y sus jadeos suben con rapidez a los labios con el aliento del amor, y ahí se encuentra con un beso perdido...” (Leucipe y Clitofonte 2.37).

## Arte erótico
El arte erótico de Pompeya ofrece ejemplos gráficos de lo que ofrecían las prostitutas. Sin duda, no parece un accidente la elección, entre tantos temas posibles, de pintar escenas eróticas en los vestuarios de baños que al parecer disponían en la planta superior de habitaciones para mantener relaciones sexuales. Es posible que los clientes se rieran entre dientes al ver las posturas acrobáticas de algunas de estas figuras, pero quizá al final les hacía imaginar las posibilidades que ofrecía la planta superior, pues esa era la intención de los frescos. Los precios de las prostitutas por un mismo acto sexual, o por solicitudes específicas, podían variar ampliamente. El precio acostumbrado era de alrededor de dos ases, un cuarto de denario, correspondiente al pago de media jornada de un trabajador. Algunas cobraban menos. Un insulto común, cuadrantaria, hacía referencia a una moneda pequeña, el cuadrán, la cuarta parte de un as. Equivalía a llamar a alguien “puta de cinco céntimos”.
Algunas prostitutas pensaban que valían mucho más, tal como sostiene la mencionada Attis, quien podía ser “tuya por un denario” (es decir, ocho ases). Si el cliente decidía buscar una oferta mejor, esos ocho ases –una buena paga por un día de trabajo– podían proporcionar mucho más: comida, una habitación y servicios sexuales en una casa pública.
Unos dos o tres ases diarios bastaban para apañarse durante buena parte de la época del Imperio romano. Sin embargo, una prostituta que pudiera trabajar con regularidad podía, aún cobrando las tarifas mínimas de dos ases por servicio, obtener 20 ases o más al día, mucho más de lo que una mujer ganaba en cualquier otra ocupación remunerada, y el doble de lo que un trabajador bien pagado podía esperar. No obstante, la mayoría de las prostitutas seguramente trabajaban para un proxeneta, que se llevaba buena parte de sus ganancias. Las esclavas prostitutas probablemente entregaban todo o casi todo el dinero al amo, que veía en sus esclavas una fuente de ingresos y las enviaban a los burdeles o a las calles para que al final del día regresaran con dinero. En un documento de Egipto se lee: “Drimylos compró una esclava por 300 dracmas. Y todos los días salía a las calles y obtenía unos beneficios espléndidos”.
Las prostitutas se preocupaban mucho de ciertas cuestiones prácticas. Por ejemplo, quedar embarazada era un gran inconveniente. Disponían de varios métodos anticonceptivos, algunos de los cuales quizá eran efectivos en ocasiones. En casos de embarazo, el aborto era una alternativa. Como procedimiento médico era poco frecuente, y en los escritos de medicina de la época no se recomienda por ser extremadamente peligroso. Sin embargo, había varias opciones que aseguraban provocar el aborto. Se administraban oralmente o se aplicaban en forma de supositorio vaginal. Ambos métodos eran de dudoso valor, debido a los escasos conocimientos de fisiología de la época, aunque es posible que algunos mejunjes fueran efectivos. Una vez que nacían los niños, se deshacían de ellos cometiendo infanticidio o abandonándolos.

## Escaso peligro de contagio
Hoy, la prostitución conlleva el peligro real de la transmisión de enfermedades sexuales. En esto, las prostitutas grecolatinas tenían menos motivos de preocupación. El VIH-SIDA no existía en la Antigüedad y no se conocía tampoco la sífilis. Pero en el Imperio romano existía la gonorrea, la enfermedad venérea más común, ya citada en papiros médicos del Antiguo Egipto y en la Biblia. Hipócrates fue el primero en estudiarla y Galeno le dio el nombre. En un graffiti de un lupanar de Pompeya se lee "Destillatio me tenet" (He contraído la gonorrea). De modo que hasta cierto punto las prostitutas podían practicar su profesión sin peligros de contagio de enfermedades de transmisión sexual muy graves. En este apartado, la vida en la Antigüedad era más segura que en tiempos modernos.
La prostitución estaba muy extendida. Quien caminara por cualquier ciudad grecorromana, vería prostitutas en los alrededores del foro, haciendo señas desde las casas u ofreciéndose a la salida del teatro. En buenas circunstancias, las prostitutas podían llevar una vida incluso mejor que la del ciudadano medio, pero si las condiciones eran malas, una despiadada explotación podía dar lugar a una muerte temprana.